# Opisthacantha indica
Opisthacantha indica är en stekelart som beskrevs av Mani 1975. Opisthacantha indica ingår i släktet Opisthacantha och familjen Scelionidae. Inga underarter finns listade i Catalogue of Life.